# The Family That Preys
The Family That Preys è un film statunitense del 2008 diretto e scritto da Tyler Perry.

## Trama
La mondana Charlotte Cartwright organizza il matrimonio di Andrea - la figlia della sua migliore amica, Alice Evans - e dell’operaio edile Chris Bennet. Nel frattempo, il figlio di Charlotte, William, e la moglie Jillian, invece di lasciare che Charlotte organizzi un evento elaborato per loro, fuggono. 
Quattro anni dopo, la sorella di Andrea, Pam, si è sposata con Ben e si prende cura del bambino di tre anni di Andrea per delle entrate extra nel mentre che lavora al diner della madre. Andrea non aiuta la loro madre a livello economico tuttavia possiede dei vestiti di marca e una mercedes nuova. Si scopre poi che Andrea è parte di una relazione extra-coniugale con William e che gode dei vantaggi che questa relazione le offre. 
Nel mentre, Chris sogna di aprire un’impresa di costruzioni con Ben, tuttavia Andrea ridicolizza le sue aspirazioni. A Chris viene poi rifiutato dalla banca una richiesta di prestito tuttavia scopre il deposito di 300000$ che la moglie Andrea aveva fatto su un conto segreto. Andrea finisce per scoprire il marito frugare tra i suoi dati finanziari nascosti: gli spiega che sono dei soldi bonus ricevuti da William e che si rifiuta di finanziare il suo business. 
William è determinato ad ereditare il business di famiglia dalla madre, credendo che l’accordo di 500 milioni di dollari appena concluso proverà le sue capacità. Charlotte, nel mentre, assume Abigail Dexter, detta Abby, come COO e dichiara che la compagnia dovrà anticipare 25 milioni di dollari per rendere l’accordo di William possibile. L’unico modo per Charlotte per accrescere i soldi è di vendere il 10% delle sue azioni, lasciandole quindi un voto di minoranza. William dice quindi ad Abby che il voto di Charlotte combinato al suo daranno ai Cartwright un controllo continuo; Abby suggerisce quindi a Charlotte di vendere le sue azioni.
Charlotte chiede ad Alice di partire per un viaggio nella cabriolet vintage appena comprata. Alice accetta e si dirigono ad ovest senza pianificare una rotta o un programma. Charlotte introduce quindi Alice agli honky-tonks e agli stripclub maschili. Alice ricambia portando Charlotte a un battesimo comunale. Charlotte finisce per stressarsi e rivela ad Alice che è alle prime fasi dell’Alzhaimer e che era stata avvisata che nessuna medicina potesse rallentare la malattia. 
Al gala organizzato dalla compagnia sia Jillian che Abby scoprono la relazione tra Andrea e William. Quest’ultimo licenzia Chris e Ben dopo che Chris prova a chiedere un prestito per iniziare un’impresa di costruzioni privata. Abby avvisa Andrea delle ripercussioni del suo tradimento che finiranno per cacciarla dalla compagnia. Andrea però è in disaccordo, convinta che William la proteggerà. Convinto che fossero beni coniugali, Chris preleva i soldi dal deposito segreto e paga per poter iniziare la sua impresa edile con Ben.
Charlotte e Alice ritornano ad Atlanta. Andrea affronta Chris riguardo ai soldi del deposito e sostiene che lui e Ben non saranno mai come William. Ben sottolinea che a nessuno importa di William e che Andrea non riesce a vederlo a causa del tradimento. Andrea ammette quindi che i soldi erano da parte di William e Chris, infuriato, la schiaffeggia. Andrea quindi gli urla di tenersi i soldi e di andarsene. Chris decide quindi di mettere in mezzo il figlio e Andrea ammette che è di William. 
Alice prova a convincere Andrea a riconciliarsi con Chris e di chiudere il suo tradimento, spiegando che non durerà e che lui non la sposerà mai e pregandola di chiudere la sua relazione prima che distrugga la sua vita ma Andrea si rifiuta di ascoltarla.
William intanto pianifica di diventare il proprietario dell’azienda di famiglia. Jillian corre da Charlotte per dei consigli e le viene ricordato da quest’ultima che è una donna disprezzata e senza accordo pre-matrimoniale e che proprio per questo può divorziare o riconciliarsi col marito poiché entrambe le cose le andranno bene. Jillian avvisa quindi Charlotte del piano di William di tagliarla fuori. 
Chris confronta William sul lavoro e lo colpisce. Jillian confronta Andrea nella camera d’hotel dove gli appuntamenti con William avvenivano ogni mercoledì, avvisandola di stargli lontana poiché lui non la vedrà mai più. 
Charlotte organizza un meeting e licenzia William col supporto della compagnia Calvary, un investitore segreto che si rivela essere Alice. Alice infatti aveva ricevuto consigli finanziari per anni da un senzatetto, Nick, che serviva frequentemente al suo diner: Nick infatti visita ancora il posto regolarmente e paga Alice con tali consigli. Si scopre inoltre che Nick lavorava per William fino al suo licenziamento privo di causa.
Nel parcheggio dell’edificio Andrea affronta William all’oscuro dei recenti avvenimenti, speranzosa dell’abbandono di Jillian da parte dell’uomo. Tuttavia lui se ne lava le mani di Andrea e la lascia lì, ignorando la notizia di essere il padre del figlio di Andrea. Charlotte infine si suicida ingerendo una combinazione mortale di pillole. 
Chris successivamente diventa più ricco, grazie alla costruzione edile aperta con Ben. Andrea, al contrario, si senta in colpa nel mentre che diventa una donna disoccupata e ferita. È costretta a vivere in un appartamento scrauso e a dipendere dai finanziamenti di Chris per sopravvivere, nonostante lui non sia legalmente obbligato a mantenerla. Nick nel mentre è diventato benestante e si compra una casa. In realtà era sempre  stato benestante ma dopo la morte della moglie e la perdita dei figli aveva continuato a girovagare. William e Jillian si riconciliano. Alice vende il diner e parte con la macchina lasciatele da Charlotte, con una foto di lei sul cruscotto, per iniziare una nuova vita. 